# نوهرا
نوهرا (به آلمانی: Nohra) یک شهر در آلمان است که در وایمارر لاند واقع شده‌است. نوهرا ۱٬۸۸۴ نفر جمعیت دارد.